# Wartha (Königswartha)

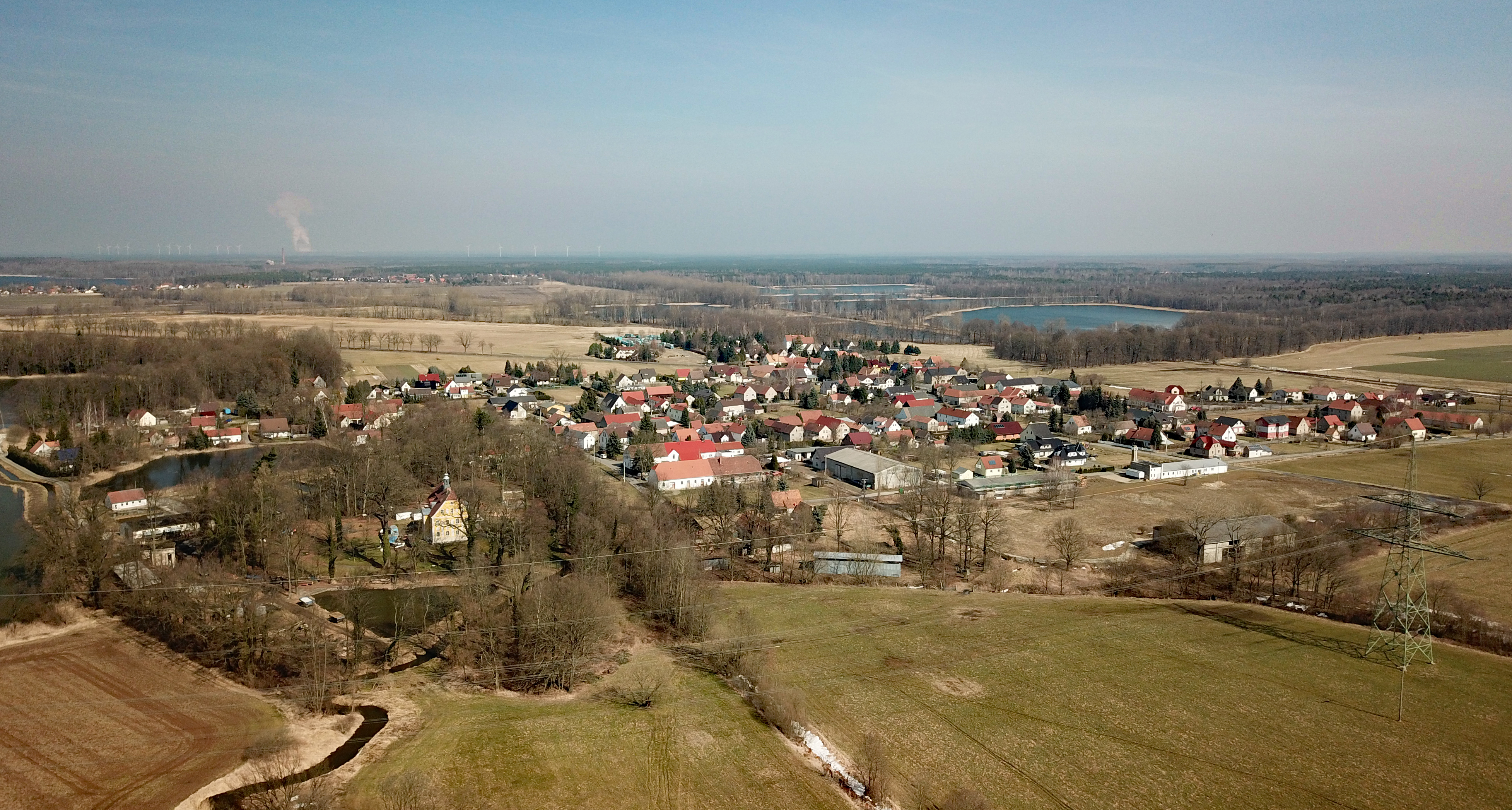
Luftbild

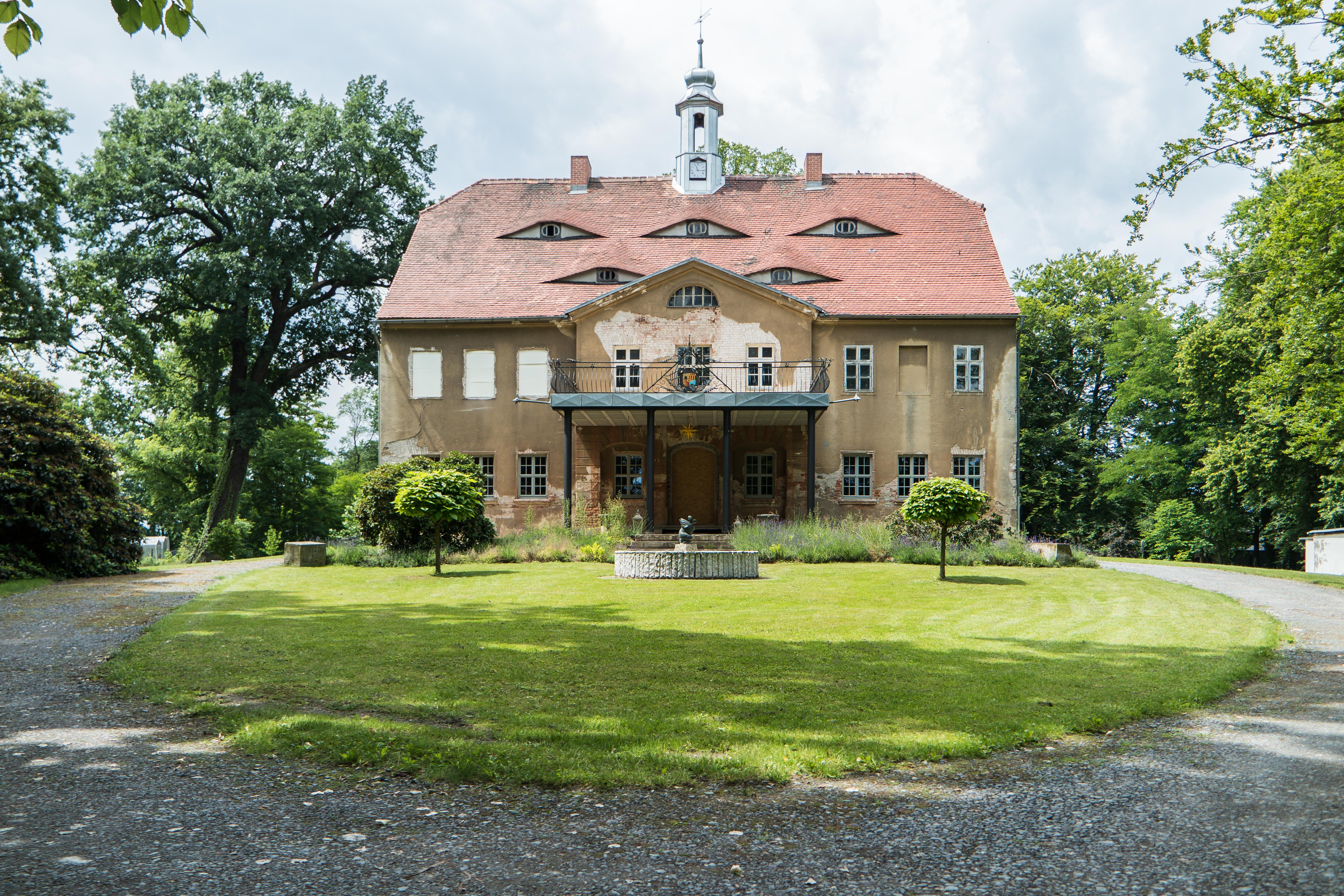
Schloss Wartha

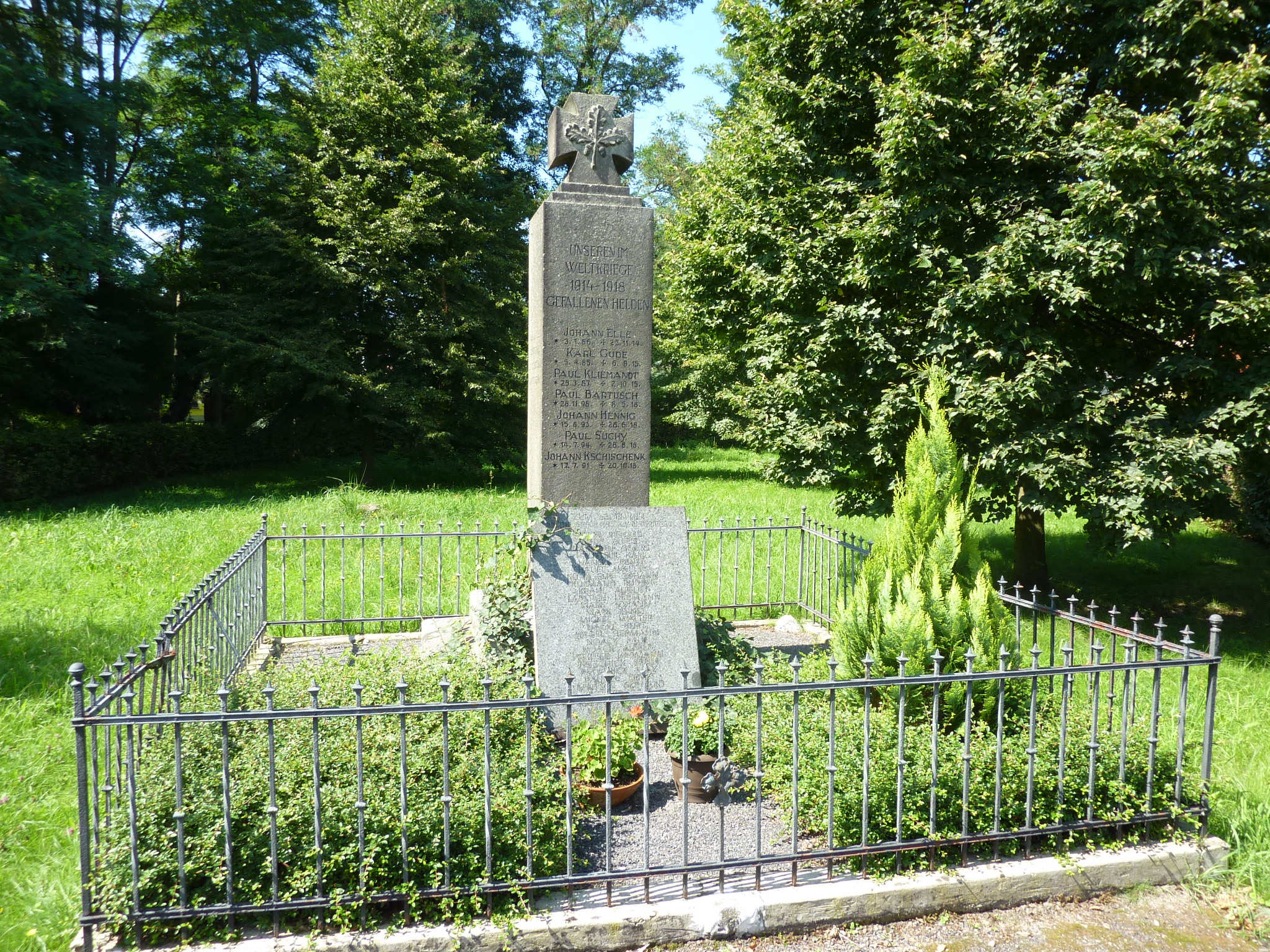
Kriegerdenkmal in Wartha

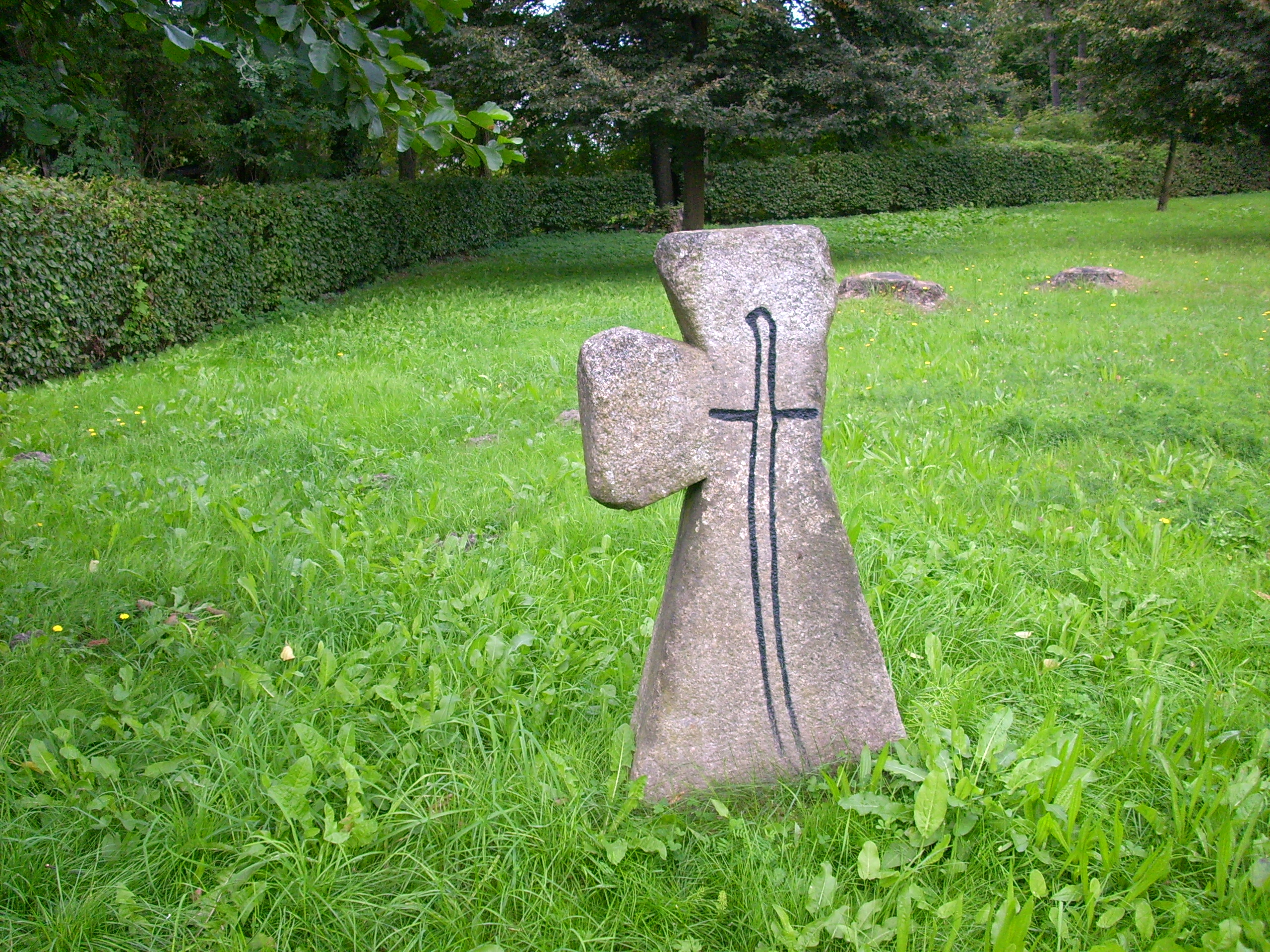
Steinkreuz neben dem Kriegerdenkmal

Wartha, obersorbisch Stróža, ist ein Dorf im Norden des sächsischen Landkreises Bautzen. Es zählt zum offiziellen sorbischen Siedlungsgebiet in der Oberlausitz und gehört seit der Auflösung der Gemeinde Knappensee im Januar 2005 zu Königswartha. Im Dezember 2022 hatte der Ortsteil 356 Einwohner.
Sowohl der deutsche als auch der sorbische Ortsname beziehen sich auf einen Beobachtungsposten (Warte) an dieser Stelle. Stróž ist der Wächter; stróža die Genitivform. Der Name bedeutet also „Ort des Wächters“, was zur Lage nahe den ehemaligen Landesgrenzen passt.

## Geographie
Der Ort liegt 21 Kilometer nördlich von Bautzen und zwölf Kilometer südöstlich von Hoyerswerda in der Oberlausitzer Heide- und Teichlandschaft auf 132 m ü. NN. Die Umgebung ist flach und wird von zahlreichen Wasserläufen durchzogen. Durch den Ort fließt ein Arm des Schwarzwassers. Nordwestlich und nordöstlich von Wartha befinden sich mehrere große Fischteiche, davon liegen der Obere Buchenteich, der Henzeteich und die Mittelteiche dem Ort am nächsten.
Wartha ist ein erweitertes Platzdorf. Im südwestlichen Teil der Siedlung befindet sich ein Gutshaus. Östlich des Ortes erstrecken sich ausgedehnte Waldgebiete.

## Geschichte

### Ortsgeschichte
Der Ort wurde erstmals 1374 im Zusammenhang mit einem Petir von der Warte erwähnt. Das Rittergut fand 1557 erste Erwähnung.
Nach dem Wiener Kongress verlief die preußisch-sächsische Grenze von 1815 bis 1945 direkt am Warthaer Gut am südwestlichen Ortsende, wobei der Ort selbst zu Preußen gehörte.
Bis zum 30. September 1995 war Wartha eine eigenständige Landgemeinde. Dann wurde es mit Groß Särchen und Koblenz zur Gemeinde Knappensee zusammengelegt. Diese wurde zum 1. Januar 2005 aufgelöst. Wartha kam zu Königswartha und zugleich vom Landkreis Kamenz zum Landkreis Bautzen, die beiden anderen Ortsteile zu Lohsa.

### Bevölkerung
Die letzten Bevölkerungsdaten für die eigenständige Gemeinde Wartha geben für 1990 435 Einwohner an. 1885 hatte der Ort 294 Einwohner. Seit der Wiedervereinigung ist die Einwohnerzahl um etwa 14 % gesunken; die Gemeinde Königswartha gibt für 2008 375 Bewohner an.
Gemäß der Statistik von Arnošt Muka hatte der Ort 1884 insgesamt 306 Einwohner, davon 301 Sorben und fünf Deutsche. Ernst Tschernik ermittelte 1956 einen sorbischsprachigen Bevölkerungsanteil von noch 53,1 %. Seitdem ist der Gebrauch des Sorbischen weiter stark zurückgegangen.

### Religion
Wartha ist seit dem 16. Jahrhundert nach Königswartha gepfarrt. Die letzten Angaben zur Religionszugehörigkeit stammen von 1925. Damals waren 257 von 296 Einwohnern evangelisch-lutherisch (87 %).

## Wirtschaft und Infrastruktur
Die zahlreichen Teiche in der Umgebung von Wartha werden zur Fischzucht genutzt.

### Verkehr
Die Bundesstraße 96 (Bautzen-Hoyerswerda) durchquert den Ort. Lokalstraßen verbinden Wartha mit Steinitz (4 km) und Commerau (3 km).
Die 1908 durchgehend eröffnete Bahnstrecke Bautzen–Hoyerswerda verfügte über eine Haltestelle zwischen Groß Särchen und Wartha. Der letzte Personenzug verkehrte hier 1999; 2002 wurde die Strecke stillgelegt.

## Kultur und Sehenswürdigkeiten
Der Radwanderweg „Auf den Spuren des Krabat“ verläuft durch Wartha.

## Persönlichkeiten
- Paul Wirth (* 1906 in Wartha; † 1946), Begründer der sorbischen Sprachgeographie